# Sân vận động BG
Sân vận động BG là một sân vận động bóng đá ở Thanyaburi, Pathum Thani, Thái Lan. Sân có sức chứa 15.114 khán giả. Đây là sân nhà của BG Pathum United thuộc Giải bóng đá vô địch quốc gia Thái Lan. Kể từ khi được khánh thành, mặt sân đã được lắp đặt mặt cỏ nhân tạo chất lượng cao. Tuy nhiên, từ mùa giải 2018 trở đi, mặt sân đã được thay thế bằng cỏ tự nhiên.

## Hình ảnh

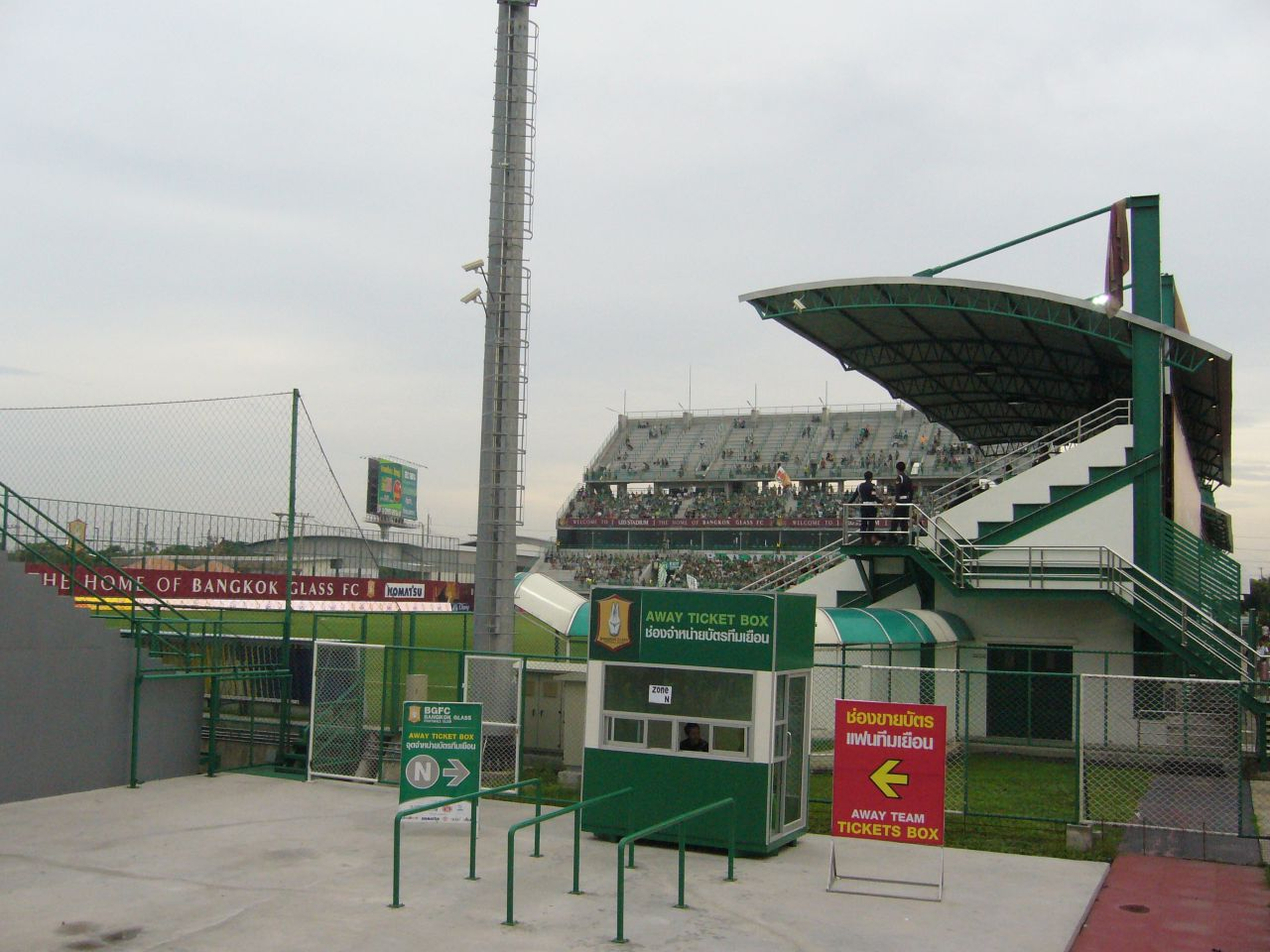
Sân vận động BG vào năm 2011
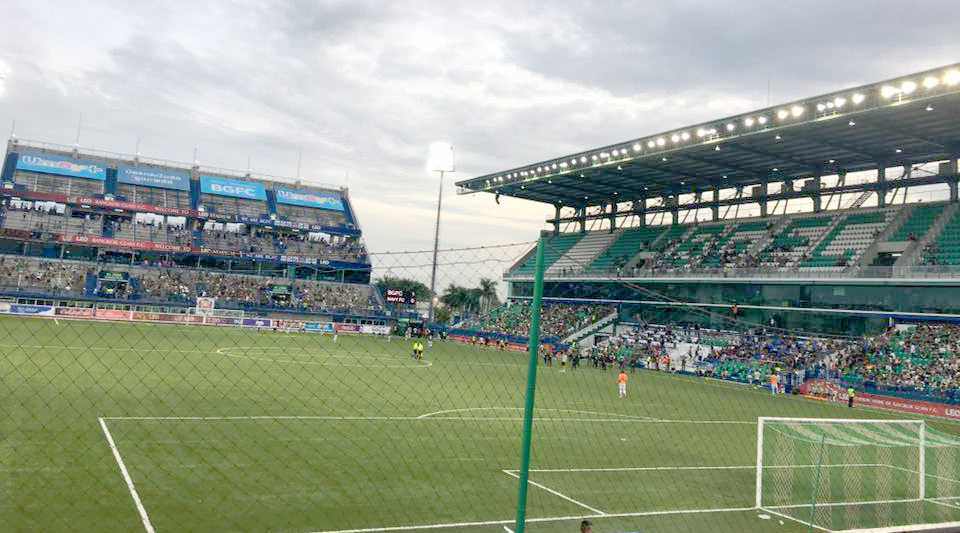
Sân vận động BG vào năm 2019